# Chlorostrymon maesites
Chlorostrymon maesites is een vlinder uit de familie van de Lycaenidae. De wetenschappelijke naam van de soort werd als Thecla maesites in 1864 gepubliceerd door Herrich-Schäffer.